# NGC 5316
NGC 5316 (również OCL 913 lub ESO 133-SC6) – gromada otwarta znajdująca się w gwiazdozbiorze Centaura. Odkrył ją James Dunlop 25 maja 1826 roku. Jest położona w odległości ok. 4 tys. lat świetlnych od Słońca.